# Могошешть (Долж)
Могошешть, Могошешті (рум. Mogoșești) — село у повіті Долж в Румунії. Входить до складу комуни Гоєшть.
Село розташоване на відстані 184 км на захід від Бухареста, 16 км на північ від Крайови.

## Населення
За даними перепису населення 2002 року у селі проживали 274 особи, усі — румуни. Усі жителі села рідною мовою назвали румунську.